# Hajdu André
Hajdu André (született: Hajdú András; héberül: אנדרה היידו; Budapest, 1932. március 5. – Tel-Aviv, 2016. augusztus 1.) magyar származású izraeli zeneszerző és etnomuzikológus.

## Élete
A budapesti Liszt Ferenc Zeneművészeti Főiskolán Szervánszky Endrénél és Szabó Ferencnél zeneszerzést, Szegedi Ernőnél zongorázni, Kodály Zoltánnál népzenekutatást tanult. Kodály tanítványaként két évig részt vett a cigány zenei kultúra kutatásában, és számos cikket publikált ebben a témában.
Az 1956-os forradalom után Párizsba menekült, és a Párizsi Konzervatóriumban folytatta tanulmányait Darius Milhaud (kompozíció) és Olivier Messiaen (zenefilozófia) növendékeként. Osztálytársai között volt Gilbert Amy, William Bolcom, Philip Corner és Paul Méfano. Párizsban számos ösztönző emberrel találkozott, Samuel Beckettől az izraelita Héber Egyetem professzoráig, Izrael Adlerig, s utóbbi miatt 1966-ban első alkalommal tett látogatást Izraelben.

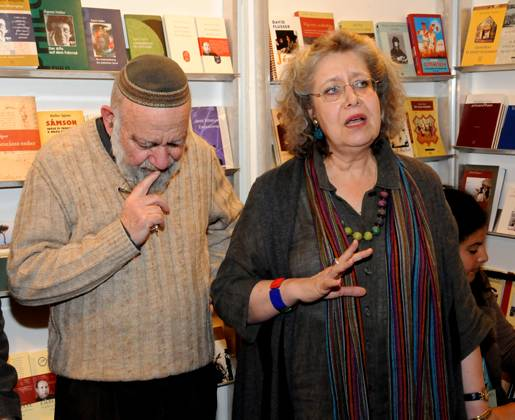
Mira Zakai opera-énekesnővel Jeruzsálemben, 2009-ben

1966-ban Jeruzsálemben telepedett le. 1966 és 1991 között a Tel-Aviv-i Zeneakadémián tanított. 1970-től a Bár Ilán Egyetem Zenei Tanszékének vezetője és tanára volt, illetve megalapította a Zeneszerzés Tanszéket. Nevezetes tanítványai között volt Aharon Razel, Gil Shohat, Yonatan Razel, Yoni Rechter, Mátti Kovler és Matan Porat.
Számos pedagógiai művet alkotott, főleg zongorára és elméletet a kreatív megközelítés révén (bevonva a játékost a zeneszerzés folyamatába), pl. Milchstrasse (Tejút), A zongorajáték művészete, Book of Challanges (Kihívások könyve), Concerto 10 fiatal zongoristának. Mindez összefügg a jeruzsálemi Izraeli Művészeti és Tudományos Akadémia kreatív tanításának gyakorlatával, amely a zenetanítás új megközelítésének kísérleti iskolája. Tanulmányozta a zsidó klezmer és haszid repertoárokat, és számos cikket publikált ebben a témában. Behatóan foglalkozott zsidó témákkal, s nem csupán a szokásos folklorisztikus vagy liturgikus szinteken, hanem a zsidó gondolkodás elvontabb témáival (Szóbeli Törvény, a Biblia filozofikus könyvei) is, valamint foglalkoztatták a zsidó történelem mélyebb törekvései. 2005-ben megkapta a Jeruzsálemi Héber Egyetem tiszteletbeli doktora címet.
Nyolcvannégy éves korában Jeruzsálemben halt meg.

## Díjai
- 1955-ben a cigány kantátájával az első díjat nyerte el Világifjúsági és diáktalálkozó varsói versenyén.
- 1997-ben Izrael-díjat kapott életművéért. [7]

## Művei (válogatás)
Színpadi művei
- Ludus Paschalis, középkori pészahi játék (1970)
- The Story of Jonas,  opera gyermekkarra és alt szólóra (1985–1987)
- Koheleth (Ecclesiaste), kísérőzene (1993)

Zenekarra
- Petit enfer (1959)
- The Unbearable Intensity of Youth (1976)
- Bashful Serenade klarinétra és zenekarra (1979)
- On Light and Depth (1983–1984)
- Concerto for an Ending Century for piano and orchestra (1990)
- Continuum for 15 players and piano (1995)

Vonószenekarra
- Truath Melech (Rhapsody on Jewish Themes) klarinétra és vonós zenekarra (1974)
- The False Prophet for narrator and string orchestra (1977)
- Divertimento (1988)
- Overture in Form of a Kite (1985)

Kamarazene
- 5 Sketches in Sentimental Mood zongorakvartettre (1976)
- Instant suspendus hegedűre, brácsa vagy cselló szólóra (1978)
- Sonatine à la française (francia stílusú Sonatina) fuvolára és csellóra (1990)
- Variations for string quartet (1997)
- Birth of a Niggun for flute, clarinet and piano (1998)
- Mishna-Variations for string quartet (1998)
- Music for Three for violin, cello and piano (1999)

Zongora
- Plasmas, "Plazmák" szólóhangszerre (1957)
- Diary from Sidi-Bou Said (1960)
- Journey around My Piano "Utazás a zongorám körül" (1963)
- Noir sur blanc (1988)
- Metamorphoses "Metamorfózisok" (1997)
- 5 Inventions for piano 4-hands "Öt invenció zongora-duóra" (1983)

Dalok
- A lebegő torony (Mishnayoth) (1972–1973)
- Bestiary "Bestiárium" (Ted Hughes) (1993)
- Merry Feet (1998)
- Nursery Songs

Ének-zenekari
- Cycles of Life, Cantata (1985)
- Álmok Spanyolországról (Kantáta a zsidók Spanyolországból történt kiűzetéséről) (1991)
- Job and His Comforters "Jób és vigasztalói", bibliai és történelmi oratórium (1995)

Kórus
- House of Shaul for mixed chorus "Saul háza" (1974)
- The Question of the Sons (1974)
- Bitzinioth Nov (Song of the Sea) (1973)
- Mishnayoth (1972–1973)
- Proverbs of Solomon for choir and percussion "Salamon közmondásai" kórusra és ütőhangszerekre (1978)

## Diszkográfia
- On Light and Depth. I.M.I. (Izrael)
- Ecclesiaste Archiválva 2018. május 11-i dátummal a Wayback Machine-ben R. C. A Victor (Franciaország)
- Dreams of Spain Archiválva 2018. május 11-i dátummal a Wayback Machine-ben - Hungaroton (Budapest)
- Concerto for an ending century Archiválva 2018. május 11-i dátummal a Wayback Machine-ben - Hungaroton (Budapest)
- Truath Melech. Plane (Németország)
- Archiválva 2018. május 11-i dátummal a Wayback Machine-benConcerto for an ending century Archiválva 2018. május 11-i dátummal a Wayback Machine-ben (Izrael)
- Retro-Portrait Archiválva 2018. május 11-i dátummal a Wayback Machine-ben (Izrael)
- Music For Chamber Ensembles Archiválva 2018. május 11-i dátummal a Wayback Machine-ben (Izrael)

## Fordítás
- Ez a szócikk részben vagy egészben  az   Andre Hajdu című angol Wikipédia-szócikk ezen változatának fordításán alapul.  Az eredeti cikk szerkesztőit annak laptörténete sorolja fel. Ez a jelzés csupán a megfogalmazás eredetét és a szerzői jogokat jelzi, nem szolgál a cikkben szereplő információk forrásmegjelöléseként.